# James Graham
James Graham (Mansfield, 8 de julho de 1982) é um dramaturgo e roteirista britânico.